# Билећанка
Билећанка је песма настала у концентрационом логору у Билећи.

## Настанак песме
Песма је настала 1940. године у време када је отворен нови концентрациони логор за политичке затворенике у Билећи, који се налазио у турској касарни. Постојале су четири собе: словеначка, македонска, српска и женска у које су смештени логораши, који се нису поколебали већ су се организовали. Поред осталог, организован је и културно-уметнички рад у оквиру кога су, крајем априла, почеле припреме за прославу Првог маја: састављени су програми прославе, а хорови су увежбавали комунистичке и револуционарне песме. Уз то, логораши су дошли на идеју да, као што су постојале песме о Лепоглави и Сремској Митровици, испевају песму о Билећи. То је учинио Милан Апих, учитељ из Цеља, који је песму испевао за једну ноћ, а Тодор Вујасиновић ју је превео на српскохрватски језик.
Прослава Првог маја почела је поред Требишнице, где су логораши, окружени наоружаном стражом, после отпеване Интернационале и кратког реферата, запевали стихове нове песме. Исто тако, певали су је и док су пролазили градским улицама, па су је тако Билећани научили и ширили је даље; и тако је песма логораша изашла из логора пре него што су га логораши напустили.

## Текст песме
Сред пушака бајонета,

страже око нас,

тихо креће наша чета кроз билећки крас.

Чује се одјек корака по камењу херцеговском;

Хеј, хај, хо!

Хеј, хај, хо!

Далеко си завичају,

ми прогнани смо,

прогоне нас због злочина што те љубимо.

Чује се одјек корака по камењу херцеговском;

Хеј, хај, хо!

Хеј, хај, хо!

Оста мајка без свог сина жена без друга

Пуста оста кућа њина

Горка судбина.

Чује се одјек корака по камењу херцеговском;

Хеј, хај, хо!

Хеј, хај, хо!

Кроз прогонство и трпљење,

кроз тамнице мрак,

долази нам нови живот,

чујте му корак.

Чује се одјек корака по камењу херцеговском;

Хеј, хај, хо!

Хеј, хај, хо!